# Timothy Gantz
Pour les articles homonymes, voir Gantz (homonymie).
Timothy Nolan Gantz, né le 23 décembre 1945 et mort le 20 janvier 2004, est un historien et professeur d'histoire classique américain.

## Biographie
Gantz obtient un Bachelor of Arts du Haverford College en 1967 et son doctorat. en lettres classiques de l'Université de Princeton en 1970.
À partir de 1970, il enseigne les lettres classiques à l'Université de Géorgie. En 1993, il publie Early Greek Myth, ouvrage mettant particulièrement l'accent sur les sources antérieures de la période archaïque,. Le livre est reçu positivement, et, selon le classiciste Robin Hard:« peut être recommandé sans réserve comme un guide complet de la tradition mythique primitive ».
Gantz est décédé à Athens, en Géorgie, le 20 janvier 2004, à l'âge de 58 ans.

## Ouvrages
- Early Greek Myth: A Guide to Literary and Artistic Sources, Johns Hopkins University Press (1993)[5].